# Mongolska visoravan
Mongolska visoravan je deo Centralnoazijske visoravani koji leži između 37°46′-53°08′S i 87°40′-122°15′I i ima površinu od približno 3.200.000 km2 (1.200.000 sq mi). Na istoku je omeđena Velikim Hinganskim planinama, Jinskim planinama na jugu, Altajskim planinama na zapadu i planinama Sajanskim i Hentajskim planinama na severu. Visoravan obuhvata pustinju Gobi, kao i suve stepske regije. Ona ima nadmorsku visinu od oko 1.000 do 1.500 metara, sa najnižom tačkom u Hulunbuiru i najvišom tačkom na Altaju.
Politički, visoravan je podeljena između Mongolije, Kine i Rusije. U Kini, delovi Unutrašnje Mongolije i Sinkjang autonomnih regija leže na visoravni. U Rusiji je visoravan deo Burjatije i južne Irkutske oblasti.

## Istorija
Na platou su živele i osvajale ga razne grupe, uključujući (hronološki) Sjungnu, Sjanbi, Plavi Turci, dinastija Tang, dinastija Ljao, Mongolsko carstvo i dinastija Ćing.

## Promene okruženja
Mnoga jezera na Mongolskoj visoravni, poput Čaganskog i Sinkaj jezera, smanjila su se za dve trećine njihove površine. Neka su se potpuno osušila; jezera Huangkihaj i Najman Sihu u potpunosti su presušila između 1980. i 2010. Iako je poraslo nekoliko jezera, poput jezera Istočni Đujan i Had Paoci, u proseku se ukupna površina jezera smanjila za 30%.

## Literatura
- Baumer, Christoph (2000). Southern Silk Road: In the Footsteps of Sir Aurel Stein and Sven Hedin. Bangkok: White Orchid Books..
- Bellér-Hann, Ildikó (2008). Community Matters in Xinjiang, 1880-1949: Towards a Historical Anthropology of the Uyghur. Brill. ISBN 978-9004166752.
- Hill, John E (2004). The Peoples of the West from the Weilue.. 魏略 by Yu Huan 魚豢: A Third Century Chinese Account Composed between 239 and 265 CE. Draft annotated English translation.
- Hill, John E (2009). Through the Jade Gate to Rome: A Study of the Silk Routes during the Later Han Dynasty, 1st to 2nd Centuries CE. ISBN 978-1-4392-2134-1.. BookSurge, Charleston, South Carolina. .
- Mallory, J.P. and Mair, Victor H (2000). The Tarim Mummies: Ancient China and the Mystery of the Earliest Peoples from the West. ISBN 0-500-05101-1.. Thames & Hudson. London. .
- Edme Mentelle; Malte Conrad Brun (dit Conrad) Malte-Brun; Pierre-Etienne Herbin de Halle (1804). Géographie mathématique, physique & politique de toutes les parties du monde, Volume 12 (на језику: француски). H. Tardieu. Приступљено 10. 3. 2014.
- Millward, James A. (1998). Beyond the Pass: Economy, Ethnicity, and Empire in Qing Central Asia, 1759-1864 (illustrated изд.). Stanford University Press. ISBN 978-0804729338. Приступљено 10. 3. 2014.
- Stein, Aurel M (1907). Ancient Khotan: Detailed report of archaeological explorations in Chinese Turkestan.. 2 vols. Clarendon Press. Oxford.
- Stein, Aurel M (1921). Serindia: Detailed report of explorations in Central Asia and westernmost China. Clarendon Press, Oxford.. 5 vols. London & Oxford. Clarendon Press. Reprint: Delhi. Motilal Banarsidass. 1980.
- Stein Aurel M (1928). Innermost Asia: Detailed report of explorations in Central Asia, Kan-su and Eastern Iran.. 5 vols. Clarendon Press. Reprint: New Delhi. Cosmo Publications. 1981.
- John, Ranjeet;  . (2013). „Vegetation response to extreme climate events on the Mongolian Plateau from 2000 to 2010”. Environmental Research Letters. IOP Publishing. 8 (3): 035033. Bibcode:2013ERL.....8c5033J. doi:10.1088/1748-9326/8/3/035033 .
- „Mongolian Plateau region, Mongolia and China”. Britannica.com. Encyclopædia Britannica. 2. 8. 1999. Приступљено 26. 11. 2016.
- Jarring, Gunnar (1997). „The toponym Takla-makan”. Turkic Languages. 1: 227—240.
- Hopkirk, Peter (1980). Foreign Devils on the Silk Road: The Search for the Lost Cities and Treasures of Chinese Central Asia. Amherst: The. ISBN 0-87023-435-8.University of Massachusetts Press. .
- Hopkirk, Peter (1994). The Great Game: The Struggle for Empire in Central Asia. ISBN 1-56836-022-3.
- Tamm, Eric Enno (2010). The Horse That Leaps Through Clouds. ISBN 9781553652694. Непознати параметар |DUPLICATE_isbn= игнорисан (помоћ). Vancouver/Toronto/Berkeley: Douglas & McIntyre. (cloth);  (ebook).
- Warner, Thomas T (2004). Desert Meteorology. Cambridge University Press. ISBN 0-521-81798-6., 612 pages. .
- Cariou, Alain (2010). „Taklamakan”. Encyclopaedia Iranica.
- Chisholm, Hugh, ур. (1911). „Takla Makan”.  (на језику: енглески). 26 (11 изд.). Cambridge University Press. стр. 365—366.
- Tian, Fei; Lu, Xinbian; Zheng, Songqing; Zhang, Hongfang; Rong, Yuanshuai; Yang, Debin; Liu, Naigui (2017-06-26). „Structure and Filling Characteristics of Paleokarst Reservoirs in the Northern Tarim Basin, Revealed by Outcrop, Core and Borehole Images”. Open Geosciences. 9 (1): 266—280. Bibcode:2017OGeo....9...22T. ISSN 2391-5447. doi:10.1515/geo-2017-0022 .
- Boliang, H., 1992, Petroleum Geology and Prospects of Tarim (Talimu) Basin, China, In Giant Oil and Gas Fields of the Decade, 1978-1988, AAPG Memoir 54, Halbouty, M.T., editor, Tulsa: American Association of Petroleum Geologists,  0891813330
- „Natural Gas Geochemistry in the Tarim Basin, China and Its Indication to Gas Filling History, by Tongwei Zhang, Quanyou Liu, Jinxing Dai, and Yongchun Tang, #10131”. www.searchanddiscovery.net. 2007. Архивирано из оригинала 2008-10-26. г.
- Karen Teo (4. 1. 2005). „Doubts over Sinopec oil find in Tarim”. thestandard.com.hk. Архивирано из оригинала 10. 3. 2011. г.
- „Baker Hughes Signs Strategic Framework Agreement with PetroChina Tarim Oilfield Co.”. bakerhughes.com. 10. 6. 2010. Архивирано из оригинала 19. 6. 2010. г.
- Li, Yan; Wang, Yu-Gang; Houghton, R. A.; Tang, Li-Song (2015). „Hidden carbon sink beneath desert”. Geophysical Research Letters (на језику: енглески). 42 (14): 5880—5887. Bibcode:2015GeoRL..42.5880L. ISSN 1944-8007. doi:10.1002/2015GL064222 . Генерални сажетак – Inhabitat (2015-09-16).
- Chow, Edward. "Central Asia's Pipelines: Field of Dreams and Reality", in Pipeline Politics in Asia: The Intersection of Demand, Energy Markets, and Supply Routes. National Bureau of Asian Research, 2010.
- Farah, Paolo Davide, Energy Security, Water Resources and Economic Development in Central Asia, World Scientific Reference on Globalisation in Eurasia and the Pacific Rim, Imperial College Press (London, UK) & World Scientific Publishing, November 2015. Available at SSRN: „Energy Security, Water Resources and Economic Development in Central Asia”.
- Dani, A.H. and V.M. Masson, eds. History of Civilizations of Central Asia. Paris: UNESCO, 1992.* Gorshunova. Olga V. Svjashennye derevja Khodzhi Barora..., (Sacred Trees of Khodzhi Baror: Phytolatry and the Cult of Female Deity in Central Asia) in Etnoragraficheskoe Obozrenie, 2008, n° 1, pp. 71–82. ISSN 0869-5415
- Klein, I.; Gessner, U.; Kuenzer (2012). „Regional land cover mapping and change detection in Central Asia using MODIS time-series”. Applied Geography. 35 (1–2): 219—234. Bibcode:2012AppGe..35..219K. doi:10.1016/j.apgeog.2012.06.016.
- Luong, Pauline Jones (2004). The Transformation of Central Asia: States and Societies from Soviet Rule to Independence. Cornell University Press. ISBN 978-0-8014-8842-9.
- Mandelbaum, Michael, ed. Central Asia and the World: Kazakhstan, Uzbekistan, Tajikistan, Kyrgyzstan, and Turkmenistan. New York: Council on Foreign Relations Press, 1994.
- Marcinkowski, M. Ismail. Persian Historiography and Geography: Bertold Spuler on Major Works Produced in Iran, the Caucasus, Central Asia, Pakistan and Early Ottoman Turkey. Singapore: Pustaka Nasional, 2003.
- Menga, Filippo (2020). Power and Water in Central Asia. Routledge.  9780367667351
- Olcott, Martha Brill. Central Asia's New States: Independence, Foreign policy, and Regional security. Washington, D.C.: United States Institute of Peace Press, 1996.
- Phillips, Andrew; James, Paul (2013). „National Identity between Tradition and Reflexive Modernisation: The Contradictions of Central Asia”. National Identities. 3 (1): 23—35. S2CID 146570543. doi:10.1080/14608940020028475.
- Hasan Bulent Paksoy. ALPAMYSH: Central Asian Identity under Russian Rule.Hartford: AACAR, „alpamysh: central asian identity under Russian rule”. 1989. Архивирано из оригинала 09. 11. 2020. г. Приступљено 17. 07. 2023.
- Soucek, Svatopluk. A History of Inner Asia. Cambridge: Cambridge University Press, 2000.
- Rall, Ted. Silk Road to Ruin: Is Central Asia the New Middle East? New York: NBM Publishing, 2006.
- Stone, L.A. The International Politics of Central Eurasia (272 pp). Central Eurasian Studies On Line: Accessible via the Web Page of the International Eurasian Institute for Economic and Political Research: IEI_forum / International Eurasian Institute for Economic and Political Research
- Trochev, Alexei; Slade, Gavin , in Caron, Jean-François (ed.), "Trials and Tribulations: Kazakhstan's Criminal Justice Reforms", Kazakhstan and the Soviet Legacy. Singapore: Springer Singapore. 2019. ISBN 978-981-13-6692-5., pp. 75–99, , retrieved 4 December 2020.
- Vakulchuk, Roman (2014) Kazakhstan's Emerging Economy: Between State and Market, Peter Lang: Frankfurt/Main. Available at: www.researchgate.net/publication/299731455
- Weston, David (1989). „Teaching about Inner Asia”. Архивирано из оригинала 03. 04. 2008. г. Приступљено 17. 07. 2023., Bloomington, Indiana: ERIC Clearinghouse for Social Studies,
- Yellinek, Roie, The Impact of China's Belt and Road Initiative on Central Asia and the South Caucasus, E-International Relations, 14 February 2020.

## Spoljašnje veze
- Wong, Edward (2009-07-12). „Rumbles on the Rim of China's Empire - NYTimes.com”. www.nytimes.com. Архивирано из оригинала 2011-12-04. г. Приступљено 2009-07-13.